# Шайдвайлер, Мишель Жозеф Франсуа
Мишель Жозеф Франсуа Шайдвайлер (фр. Michael Joseph François Scheidweiler; 1 августа 1799, Кёльн, Куррейнский округ — 24 сентября 1861) — бельгийский ботаник немецкого происхождения. 

## Биография
Мишель Жозеф Франсуа Шайдвайлер родился 1 августа 1799 года. Его основные научные исследования были посвящены растениям семейства Кактусовые. Шайдвайлер умер в 24 сентября 1861 года.   

## Научная деятельность
Мишель Жозеф Франсуа Шайдвайлер специализировался на семенных растениях.  